# Río Blanco (Naguabo)
Río Blanco es un barrio ubicado en el municipio de Naguabo en el estado libre asociado de Puerto Rico. En el Censo de 2010 tenía una población de 3412 habitantes y una densidad poblacional de 77,03 personas por km².

## Geografía

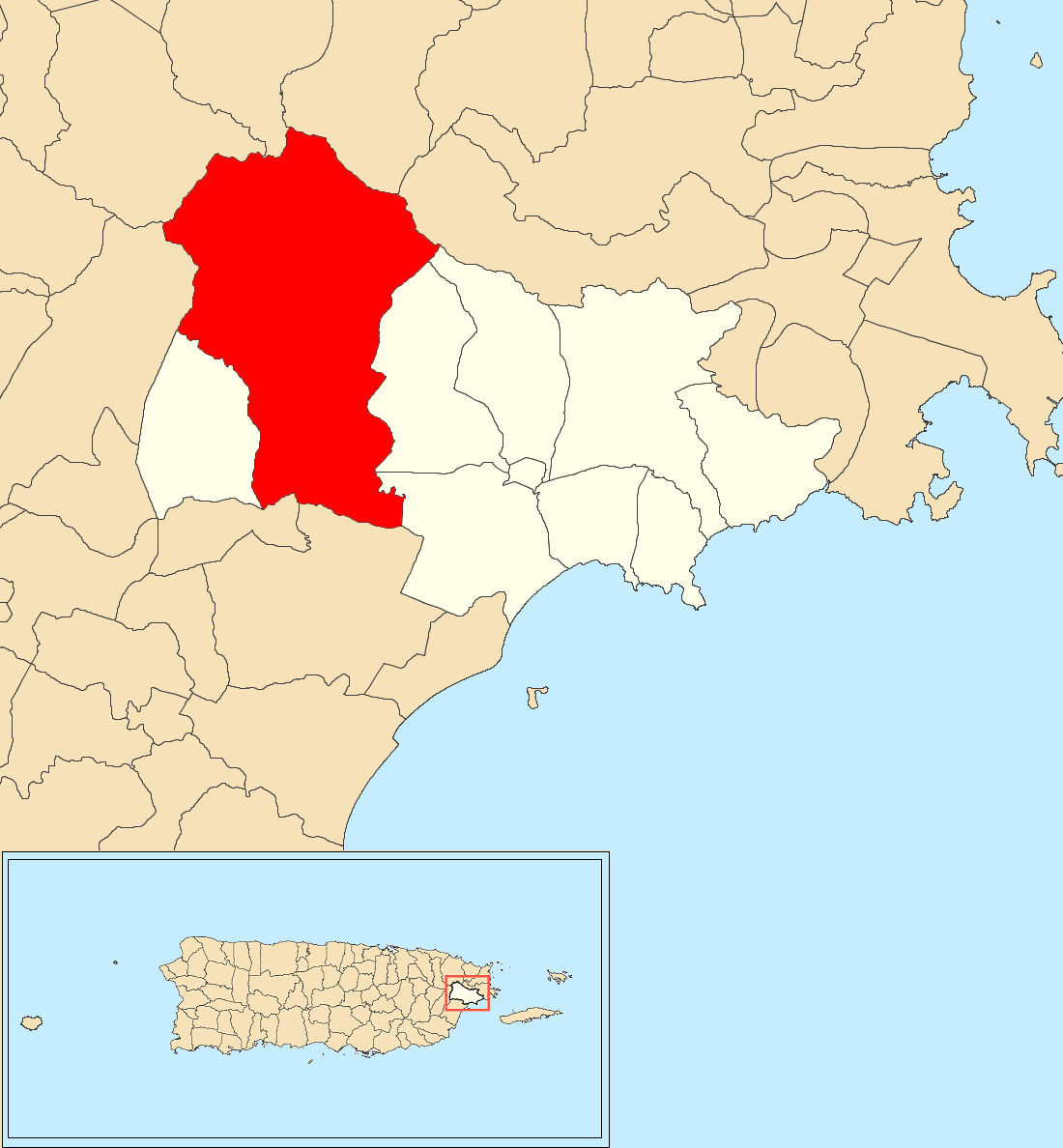
Barrio Río Blanco en Naguabo

Río Blanco se encuentra ubicado en las coordenadas 18°15′6″N 65°47′26″O / 18.25167, -65.79056. Según la Oficina del Censo de los Estados Unidos, Río Blanco tiene una superficie total de 44.3 km², de la cual 44.27 km² corresponden a tierra firme y (0.06%) 0.03 km² es agua.

## Demografía
Según el censo de 2010, había 3412 personas residiendo en Río Blanco. La densidad de población era de 77,03 hab./km². De los 3412 habitantes, Río Blanco estaba compuesto por el 72.54% blancos, el 13.25% eran afroamericanos, el 0.47% eran amerindios, el 0.26% eran asiáticos, el 10.32% eran de otras razas y el 3.17% pertenecían a dos o más razas. Del total de la población el 98.8% eran hispanos o latinos de cualquier raza.